# Claudia Huaiquimilla
Claudia Huaiquimilla (5 de novembre de 1987) és una directora xilena, d'origen maputxe pel seu pare. Els seus dos llargmetratges Mala junta i Mis hermanos sueñan despiertos han rebut diversos premis a Xile i a l'estranger.

## Biografia
Clàudia Huaiquimilla va néixer el 1987. El seu pare és maputxe i la seva família és part de la comunitat Lawan. Durant la seva infantesa, va viure a La Florida amb la seva mare.
Va estudiar direcció audiovisual a la Pontifícia Universitat Catòlica de Xile. El 2012, el seu curtmetratge de títulació, San Juan, la noche más larga., va rebre diversos premis, en particular en els festivals de Valdivia i de Clarmont.
Al costat de Pablo Greene funden la productora Lanza Verde, i realitzen el seu primer llargmetratge, Mala junta, que narra l'amistat de dos adolescents al sud de Xile, abordant les discriminacions que sofreixen els maputxes i la condició difícil dels nens a càrrec de l'estat xilè. Els casos d'assetjament, els prejudicis, el desarrelament i la crisi d'identitat també hi són presents. La pel·lícula va tenir un reeixit recorregut festivaler que va culminar amb 40 premis nacionals i internacionals (entre ells, 4 Premis Pedro Sienna), i 2 nominacions als Premis Platino.
Entre 2017 i 2019, va realitzar diversos videoclips per a la cantant Denise Rosenthal.
La projecció de Mala junta a centres del Servicio Nacional de Menores va inspirar la idea del seu segon llargmetratge: Mis hermanos sueñan despiertos, estrenada al Festival de Locarno i guardonada al Festival Internacional de Cinema a Guadalajara. a Millor Pel·lícula, Millor Guió (Claudia Huaiquimilla i Pablo Greene) i Millor Actor (Iván Càceres). La pel·lícula va ser triada per representar Xile als premis Ariel 2022, atorgats per l'Academia Mexicana de Artes y Ciencias Cinematográficas.
Claudia Huaiquimilla fou codirectora amb Gaspar Antillo de la sèrie 42 días en la oscuridad, primera sèrie de ficció de Netflix a Xile.

## Filmografia

### Curtmetratge
- 2012: San Juan, la noche más larga

### Videoclips
- 2017: Isidora, de Denise Rosenthal[13]
- 2018: Cabello de ángel, de Denise Rosenthal[13]
- 2019: El amor no duele, de Denise Rosenthal[7]

### Llargmetratges
- 2016 : Mala junta
- 2021 : Mis hermanos sueñan despiertos

### Sèrie
- 2022 : 42 días en la oscuridad

## Premis i reconeixements
- Festival internacional de la pel·lícula de Valdivia 2016: Millor pel·lícula per Dolenta junta
- Premis del Público i Premi del Liceu de la Ficció al Festival de Cinema Llatinoamericà de Tolosa de Llenguadoc per Mala junta,[14][15]
- Festival internacional de la pel·lícula de Santiago de Xile 2017 : Premi Kinema de la millor pel·lícula per a Dolenta junta
- Trobades Cinémas de Llatinoamèrica 2017: selecció «Competició», Premi del públic i Premi Liceu de la ficció per a Mala junta
- Festival Internacional de Cinema a Guadalajara: Millor pel·lícula, Millor actor i Millor guió per Mis hermanos sueñan despiertos[8]
- Gran Premi i Premi del Público al Festival de Cinema Llatinoamericà de Tolosa de Llenguadoc per Mis hermanos sueñan despiertos[14]